# Acleris stibiana
Acleris stibiana (лат.) — вид бабочек из семейства листовёрток. Распространён на юге Приморского края, в Японии и Китае. Гусеницы встречаются в мае в сплетённых листьях калины буреинской. В июне гусеницы впадают в летнюю диапаузу. Бабочек можно наблюдать с конца июля по август. Размах крыльев 12—13 мм.